# Josef Zykan
Josef Zykan (* 19. Februar 1901 in Wien; † 2. Dezember 1971 ebenda) war ein österreichischer Kunsthistoriker und Denkmalpfleger.

## Leben
Zykan studierte Rechtswissenschaften und Theologie an der Universität Wien, welches er 1923 mit dem Absolutorium der Römisch-katholische Theologie abschloss. Bei Josef Strzygowski studierte er Kunstgeschichte mit den Nebenfächern Kulturgeschichte, Orientalistik und Volkskunde. Nach seiner Promotion im Jahre 1933 war er an der Gründung der Gesellschaft für vergleichende Kunstforschung beteiligt, wo er seit 1937 in der Zentralstelle beschäftigt war.
In der Zeit des Nationalsozialismus nahm sich Zykan des Schutzes des gefährdeten kirchlichen und klösterlichen Kulturgutes an. So war etwa der Bau einer Autobahntrasse direkt über das Stift Heiligenkreuz geplant, was erfolgreich verzögert werden konnte, bis der Plan nach Ende des Zweiten Weltkrieges gänzlich fallen gelassen wurde.
Unmittelbar nach seiner Entlassung aus dem Wehrdienst, den er ab 1943 zu leisten hatte, wurde er im August 1945 Landeskonservator für Wien (bis 1951, für Wien-Sakralbauten bis 1966), Niederösterreich (bis 1962) und Burgenland (bis 1947) und war bis zum Jahre 1966 Werkstättenleiter in der Restaurierwerkstätte des heutigen Bundesdenkmalamtes, an dessen Neugründung nach 1945 er maßgeblich beteiligt war.
Besondere Verdienste hat sich Zykan um den Wiederaufbau der Wiener Sakralbauten, wie etwa des Stephansdoms, des zerstörten Stadtkerns von Wiener Neustadt und der Altstadtsanierung von Krems an der Donau erworben.
Nach Übertritt in den Ruhestand im Jahre 1966 war Zykan als Konsulent des Bundesdenkmalamtes tätig. Er veröffentlichte zahlreiche Arbeiten, vorwiegend zu mittelalterlichen Themen, die im Archiv des Bundesdenkmalamtes aufbewahrt werden. Er wurde am Neustifter Friedhof bestattet.

## Auszeichnungen
- 1966 Wissenschaftspreis des Landes Niederösterreich